# Pierre Lecomte du Noüy
Pierre Lecomte du Noüy (französische Aussprache: ləkɔ̃t dy nwi; * 20. Dezember 1883 in Paris; † 22. September 1947 in New York City) war ein französischer Biophysiker und Philosoph.
Pierre Lecomte du Noüy forschte zur Oberflächenspannung und zu anderen Eigenschaften von Flüssigkeiten. Er erfand das Tensiometer, ein Messgerät zur Bestimmung der Oberflächenspannung auf der Basis seiner du-Noüy-Ring-Methode. Im Jahr 1933 wurde Pierre Lecomte du Noüy in der Sektion Biochemie und Biophysik als Mitglied in die Deutsche Akademie der Naturforscher Leopoldina aufgenommen.